# 브리지 (음악)
음악에서, 브리지(Bridge)란 절과 후렴, 혹은 후렴과 후렴을 연결하는 파트를 말한다.
브리지에는 두 가지가 있다. 먼저 트레디셔널 브리지는 절과 후렴을 잇는 역할을 한다. 악곡에서 가장 낮은 부분과 가장 높은 부분을 연결해주는 중간 역할을 하며 분위기를 고조시켜주거나 후렴이 나올 것을 암시해주는 역할을 한다. 프라이머리 브리지는 후렴과 후렴 사이를 연결하는 역할을 한다. 대게는 2절 후렴 후에 나오며 곡의 결말을 내기 위해 마지막 후렴으로 연결해주기 위해 만들어진 부분이다.